# Antoine Thompson d'Abbadie
Antoine Thompson d'Abbadie, född 3 januari 1810 i Dublin, död 19 mars 1897 i Paris, var en fransk forskningsresande.

## Biografi
d'Abbadi reste 1835 i Brasilien och genomforskade 1837–48 Abessinien till mångsidig vinning för vetenskapen. Han utgav 1859 en Catalogue raisonné över sin rika samling etiopiska och amhariska manuskript samt författade Géodésie de la Haute-Ethiopie (1860-63; med en massa noggranna höjdbestämningar), en amharisk ordbok med 15 000 ord (1881) m.m. 1882 sändes d'Abbadie att på San Domingo iaktta Venuspassagen. Sin förmögenhet och observatoriet på sitt slott testamenterade han till Institut de France, som 1867 kallat honom till ledamot.
Hans bror Arnaud Michel d'Abbadie, född 1815, död 1893, deltog troget i broderns forskningsfärder och skrev därom Douze ans dans la Haute-Ethiopie (1868).